# آرثر هونيغر
آرثر هونيغر (بالفرنسية: Arthur Honegger)‏ (
نطق فرنسي: [aʁtyʁ ɔnɛɡɛːʁ]

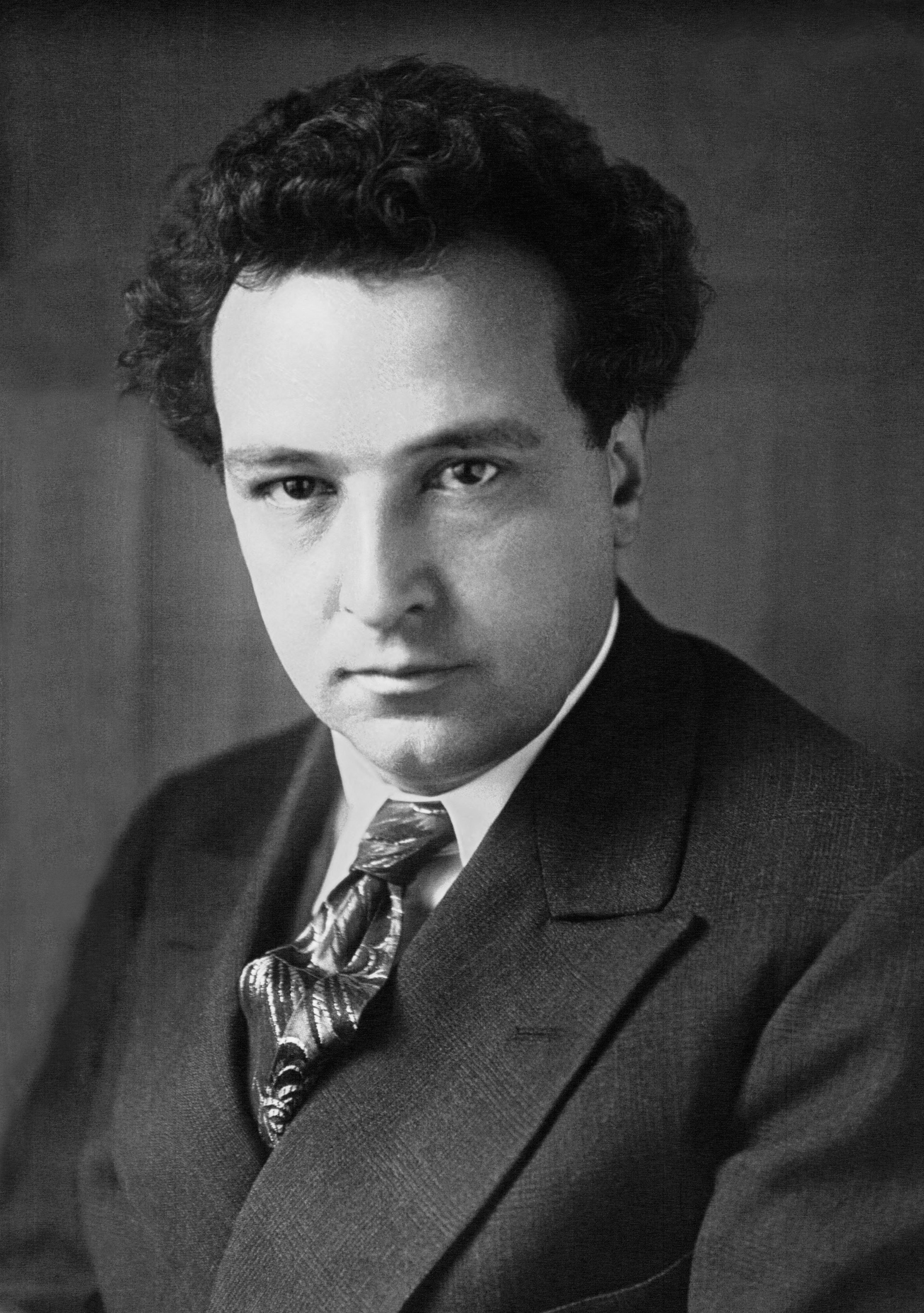
آرثر هونيغر في عام 1928

، (10 مارس 1892 - 27 نوفمبر 1955) كان ملحن سويسري، ولد في فرنسا وعاش جزءا كبيرا من حياته في باريس، وكان عضوا في ليه سيكس (Les Six). من أبرز أعماله كان «اوركسترا المحيط الهادئ 231» (Pacific 231)، والتي كانت مستوحاة من صوت القاطرة البخارية.

## مزيد من القراءة
- Honegger's biographer was Marcel Landowski, the French composer and arts administrator, who was greatly influenced by Honegger. His biography appeared in 1978 (ISBN 2-02-000227-2) although it has yet to be translated into English.
- Harry Halbreich. Arthur Honegger, translated into English by Roger Nichols. Portland, Oregon: Amadeus Press, 1992. Considers both Honegger's life and works. With the cooperation of Honegger's daughter Pascale, Halbreich has fully documented Honegger's life since childhood. All works are treated, more significant ones analyzed in detail. ISBN 1-57467-041-7 (1999).
- Geoffry Spratt. "Honegger, Arthur." Grove Music Online.
- Willy Tappet. Arthur Honegger. Zurich: Atlantis Verlag, 1954.

## وصلات خارجية
- آرثر هونيغر على موقع IMDb (الإنجليزية)
- آرثر هونيغر على موقع الموسوعة البريطانية (الإنجليزية)
- آرثر هونيغر على موقع مونزينجر (الألمانية)
- آرثر هونيغر على موقع ألو سيني (الفرنسية)
- آرثر هونيغر على موقع ميوزك برينز (الإنجليزية)
- آرثر هونيغر على موقع أول موفي (الإنجليزية)
- آرثر هونيغر على موقع قاعدة بيانات الأفلام السويدية (السويدية)
- آرثر هونيغر على موقع إن إن دي بي (الإنجليزية)
- آرثر هونيغر على موقع أول ميوزيك (الإنجليزية)
- آرثر هونيغر على موقع ديسكوغز (الإنجليزية)
- آرثر هونيغر على موقع أوليمبيديا (الإنجليزية)
- قالب:Helveticat
- تآليف موسيقية ذات ملكية عامة بقلم Arthur Honegger في مشروع مكتبة الموسيقى الدولية

- Site Arthur Honegger – The official site on the composer; bilingual (French and English)
- Unlocking the Mystery of Honegger
- Holocaust Music - discusses the controversy of Honegger's role in the Resistance
- Cello Concerto Review
- Drama lírico Bíblico, Judith (audio online y descarga).
- Arthur Honegger – biography of the composer
- František Sláma Archive. More on the history of the Czech Philharmonic between the 1940s and the 1980s: Conductors